# جزيرة المعابدة البحرية
قرية جزيرة المعابدة البحرية هي إحدى القرى التابعة لمركز منفلوط في محافظة أسيوط في جمهورية مصر العربية. حسب إحصاءات سنة 2006، بلغ إجمالي السكان في جزيرة المعابدة البحرية 8981 نسمة، منهم 4551 رجل و4430 امرأة.